# Google Hitelesítő
A Google Hitelesítő (Google Authenticator) a Google szoftveralapú hitelesítője, amely kétlépcsős hitelesítési szolgáltatásokat valósít meg az időalapú egyszeri jelszó algoritmus és a HMAC-alapú egyszeri jelszó algoritmus használatával, a szoftveralkalmazások felhasználóinak hitelesítésére. Amikor bejelentkezik a Hitelesítőt támogató webhelyre (beleértve a Google szolgáltatásait is), vagy a Hitelesítőt támogató harmadik féltől származó alkalmazásokat, például jelszókezelőket vagy fájltárhely-szolgáltatásokat használ, a Hitelesítő hat-nyolc számjegyből álló, egyszeri jelszót generál, amelyet a felhasználóknak meg kell adniuk a szokásos bejelentkezési adataik mellett. A Google a Hitelesítő Android-, BlackBerry- és iOS-verzióit biztosítja. Az Android-alkalmazás hivatalos nyílt forráskódú formája elérhető a GitHubon. Ezt a forkot azonban 2020 óta nem frissítették. Hasonlóképpen az iOS és a BlackBerry rendszerhez készült Google Hitelesítő alkalmazások régi verzióihoz a forráskód is ingyenesen elérhető. De ezt a forráskódot sem frissítették évek óta. A szoftver jelenlegi kiadásai szabadalmaztatott ingyenes szoftverek.